# Park Narodowy Gór Błękitnych i John Crow
Park Narodowy Gór Błękitnych i John Crow – park narodowy na Jamajce obejmujący gęsto zalesiony obszar gór Błekitnych i John Crow. W 2015 roku park wpisano na listę światowego dziedzictwa UNESCO jako dziedzictwo mieszane kulturowo-przyrodnicze .

## Dziedzictwo kulturalne
W regionie tym znaleźli schronienie Indianie Taino uciekający z niewoli, a także Maroni. Dzięki trudnej dostępności mogli tutaj skutecznie stawiać opór europejskiemu systemowi kolonialnemu, ustanawiając sieć szlaków, kryjówek i osad, które tworzą Szlak Dziedzictwa Niani. Rozwinęli silne duchowe związki z górami, które wciąż przejawiają się w niematerialnym dziedzictwie kulturowym, jak np. obrzędy religijne, tradycyjna medycyna i tańce .

## Dziedzictwo przyrodnicze

### Flora
Na obszarze parku zidentyfikowano ponad 1300 gatunków roślin okrytonasiennych, z których około 300 jest endemicznych dla Jamajki, a 87 występuje tylko na terenie parku .

### Fauna
Teren parku jest ostoją wielu zagrożonych gatunków, w tym:
- nocohutii jamajskiej
- amazonki jamajskiej
- amazonki małej
- drozdka wędrownego (Catharus bicknelli)
- turkusowca (Nesopsar nigerrimus)
- boa jamajskiego
- największego motyla dziennego na półkuli zachodniej - Papilio homerus